# ふたご座流星群
ふたご座流星群（ふたござりゅうせいぐん、学名 Geminids）は、ふたご座α星（カストル）付近を放射点として出現する流星群である。ふたご座α流星群（ふたござアルファりゅうせいぐん）とも呼ばれる。12月5日頃から12月20日頃にかけて出現し、12月14日前後に極大を迎える。しぶんぎ座流星群、ペルセウス座流星群と並んで、年間三大流星群の1つ。

## 母天体
ふたご座流星群の母天体は長らく謎だった。
1983年に、NASAが打ち上げた赤外線天文衛星IRAS（アイラス）によって、ふたご座流星群に酷似した軌道を持つ小惑星 ファエトンが発見され、現在ではこれが母天体とされている。ファエトンはかつては彗星だったがガスやチリなどの揮発成分を放出しつくしてしまった天体で、以前に放出したチリが地球の軌道と交差する軌道を巡っておりふたご座流星群となっているとされる。
ファエトンが太陽の周囲を公転する周期はわずか1.43年であり、現在知られている中で最も周期が短いエンケ彗星の半分以下である。また、ファエトンはかなり歪んだ楕円軌道を持ち、太陽に最も近づいたときは水星の軌道よりも遥かに内側に入り込む。このため、頻繁に強い太陽光を受け、揮発成分が無くなったと推測されている。明らかに活動している流星群で、母天体が小惑星であると分かっているのは、2005年現在、ふたご座流星群だけである。
2018年には天体である小惑星ファエトンを起源とする6cm未満の流星物質の月面衝突による発光現象（月面衝突閃光）が観測された。

## 活動
ふたご座流星群は、毎年1時間あたり20個から30個の出現を見せる。条件が良いときは、1時間に50個から60個出現することもある。他の流星群よりも当たり外れは小さく、堅実な活動を見せる。
流星群の活動度が高いこと、放射点が日没頃からほぼ一晩中地平線の上に出ていること、夜が1年のうちで最も長い時期にあたること、大気の透明度も良い時期であることから、一晩のうちに見られる流星の数が最も多いとされる。極大はあまり鋭くなく、出現は12月10日頃から顕著になり、極大の前後1日から2日程度は極大と同程度の流星が見られる。一方で、それが過ぎると急激に減少するのも特徴である。
ふたご座流星群の流星は、流れる速度が速くもなく遅くもなく、明るい火球なども多くなく、流星痕もあまり残らない、比較的地味なものだった。これは、対地速度が35km/sと流星群の中では平均的であることなどによる。しかし近年、満月級の明るい火球や流星痕が観測されることもあり、活動的な側面もある。

## 歴史
ふたご座流星群が初めて観測されたのは1862年である。その頃は1時間に10個程度しか見られなかったが、その後徐々に出現数が増加し、今日のような規模となった。
以前は、2100年頃にはファエトンの軌道が他の惑星、特に木星の重力によって変化するため地球の軌道と交わらなくなり、流星群の出現が見られなくなると言われていた。しかし、これは最近の研究で否定されている。